# Leucobryum sordidum
Leucobryum sordidum är en bladmossart som beskrevs av Johan Ångström 1876. Leucobryum sordidum ingår i släktet Leucobryum och familjen Dicranaceae. Inga underarter finns listade i Catalogue of Life.